# Campeonato FIBA Américas Femenino de 2015
El Campeonato FIBA Américas Femenino de 2015, también conocido como el Preolímpico Edmonton 2015 fue la 13.ª edición del campeonato de baloncesto femenino del continente americano y se celebró del 9 al 16 de agosto en Edmonton, Alberta, Canadá. Sirvió como torneo clasificatorio del continente para los Juegos Olímpicos de Río de Janeiro 2016.
Canadá ganó su segundo título y logró su clasificación a los Juegos Olímpicos de Río de Janeiro 2016 derrotando a Cuba por 82-66 en la final.

## Clasificación
Ocho selecciones clasificaron a través de los torneos preliminares realizados en sus respectivas zonas, las selecciones de Centroamérica a través del Centrobasket 2014 y las Sudamericanos mediante el Campeonato Sudamericano de 2014. Canadá clasificó automáticamente como anfitrión del evento, y Ecuador ganó un repechaje ante México y clasificó al torneo.
Islas Vírgenes Estadounidenses clasificó a la competición por primera vez en la historia.
| Norteamérica  | Centroamérica y el Caribe                                                               | Sudamérica                               |
| ------------- | --------------------------------------------------------------------------------------- | ---------------------------------------- |
| Canadá (sede) | Cuba (campeón defensor) República Dominicana Puerto Rico Islas Vírgenes Estadounidenses | Argentina Brasil Chile Venezuela Ecuador |

Nota
1. ↑  Ecuador clasificó en un repechaje contra México.

### Grupos
| Grupo A              | Grupo B                        |
| -------------------- | ------------------------------ |
| República Dominicana | Islas Vírgenes Estadounidenses |
| Cuba                 | Argentina                      |
| Chile                | Ecuador                        |
| Puerto Rico          | Venezuela                      |
| Canadá               | Brasil                         |

## Primera fase

### Grupo A
| Pos. | Equipo               | Pts | PJ | G | P | PE  | PP  | Dif  |
| ---- | -------------------- | --- | -- | - | - | --- | --- | ---- |
| 1.   | Canadá               | 8   | 4  | 4 | 0 | 490 | 172 | +318 |
| 2.   | Cuba                 | 7   | 4  | 3 | 1 | 279 | 255 | +24  |
| 3.   | Puerto Rico          | 6   | 4  | 2 | 2 | 271 | 281 | -10  |
| 4.   | Chile                | 5   | 4  | 1 | 3 | 277 | 303 | -26  |
| 5.   | República Dominicana | 4   | 4  | 0 | 4 | 192 | 346 | -154 |

|  | Clasificado a la siguiente fase del torneo |
|  | Clasificado al partido por el quinto lugar |

Los horarios corresponde al huso horario de Edmonton, UTC -3.
| 9 de agosto, 13:00 | Chile                                                               | 88–56                | República Dominicana                                             | |  |
|                    | Parciales: 21 - 12, 25 - 19 18 - 17, 24 - 8                         |                      |                                                                  | |  |
|                    | Estadísticas Ziomara Morrison 28 Ziomara Morrison 14 Sendy Basaez 6 | Reporte Pts Reb Asts | Estadísticas 12 Jennifer Estrella 6 Yamel Abreu 3 Sugeiry Monsac | Pabellón: Saville Community Sports Centre, Edmonton Árbitros: Leandro Lezcano Humberto Munoz Kendell Henry |  |

| 9 de agosto, 18:30 | Canadá                                                                     | 94–57                | Puerto Rico                                                       | |  |
|                    | Parciales: 30 - 22, 26 - 7 23 - 12, 15 - 16                                |                      |                                                                   | |  |
|                    | Estadísticas Miah-Marie Langlois 11 Miah-Marie Langlois 8 Shona Thorburn 4 | Reporte Pts Reb Asts | Estadísticas 12 Marie Placido 5 Marie Placido 2 Angelica Bermúdez | Pabellón: Saville Community Sports Centre, Edmonton Árbitros: Lauren Holtkamp Adreia Silva Hortencia Sánchez |  |

| 10 de agosto, 18:30 | Canadá                                               | 93–36                | Chile                                                | |  |
|                     | Parciales: 27 - 10, 17 - 10 22 - 6, 27 - 10          |                      |                                                      | |  |
|                     | Estadísticas K. Nurse 14 K. Plouffe 8 M. Langlois 10 | Reporte Pts Reb Asts | Estadísticas 11 C. Abuyeres 5 J. Fuentes 2 M. Gamboa | Pabellón: Saville Community Sports Centre, Edmonton Árbitros: Gina Cross Leandro Lezcano Andreia Silva |  |

| 10 de agosto, 20:45 | Cuba                                                  | 83–44                | República Dominicana                               | |  |
|                     | Parciales: 20 - 10, 15 - 10 27 - 8, 21 - 16           |                      |                                                    | |  |
|                     | Estadísticas Y. Amargo 25 L. Oquendo 8 I. Casanova 12 | Reporte Pts Reb Asts | Estadísticas 14 G. Martínez 7 V. Beltre 3 Y. Abreu | Pabellón: Saville Community Sports Centre, Edmonton Árbitros: Hortencia Sánchez Kendell Henry Humberto Munoz |  |

| 11 de agosto, 13:00 | Puerto Rico                                            | 58–65                | Cuba                                                 |                                                     |  |
|                     | Parciales: 14 - 17, 11 - 15 20 - 14, 13 - 19           |                      |                                                      |                                                     |  |
|                     | Estadísticas Y. Delgado 14 J. Sepulveda 6 Y. Delgado 1 | Reporte Pts Reb Asts | Estadísticas 26 Y. Amargo 12 C. Noblet 7 I. Casanova | Pabellón: Saville Community Sports Centre, Edmonton |  |

| 11 de agosto, 18:30 | República Dominicana                                   | 36–111               | Canadá                                             |                                                     |  |
|                     | Parciales: 7 - 23, 12 - 35 8 - 27, 9 - 26              |                      |                                                    |                                                     |  |
|                     | Estadísticas G. Evangelista 15 S. Monsac 5 S. Monsac 3 | Reporte Pts Reb Asts | Estadísticas 15 M. Ayim 7 K. Gaucher 7 M. Langlois | Pabellón: Saville Community Sports Centre, Edmonton |  |

| 13 de agosto, 14:00 | Chile                                              | 61–88                | Cuba                                                | |  |
|                     | Parciales: 17 - 18, 13 - 19 17 - 26, 14 - 25       |                      |                                                     | |  |
|                     | Estadísticas B. Cousiño 16 S. Basaez 7 S. Basaez 7 | Reporte Pts Reb Asts | Estadísticas 16 C. Noblet 8 C. Noblet 7 I. Casanova | Pabellón: Saville Community Sports Centre, Edmonton Árbitros: Lauren Holtkamp Kendell Henry Humberto Munoz |  |

| 12 de agosto, 15:15 | República Dominicana                                         | 56–64                | Puerto Rico                                          |                                                     |  |
|                     | Parciales: 14 - 12, 14 - 19 15 - 11, 13 - 22                 |                      |                                                      |                                                     |  |
|                     | Estadísticas G. Evangelista 16 S. Monsac 12 G. Evangelista 3 | Reporte Pts Reb Asts | Estadísticas 16 S. García 12 M. Placido 8 Y. Delgado | Pabellón: Saville Community Sports Centre, Edmonton |  |

| 13 de agosto, 15:15 | Puerto Rico                                                           | 92–66                | Chile                                                             |                                                     |  |
|                     | Parciales: 19 - 16, 19 - 17 31 - 19, 23 - 14                          |                      |                                                                   |                                                     |  |
|                     | Estadísticas Damika Martínez 22 Angelica Bermúdez 8 Yashira Delgado 7 | Reporte Pts Reb Asts | Estadísticas 18 Vanessa Leeper 5 Sendy Basaez 4 Barbara Contreras | Pabellón: Saville Community Sports Centre, Edmonton |  |

| 13 de septiembre, 18:30 | Cuba                                                                       | 43–92                | Canadá                                                      |                                                     |  |
|                         | Parciales: 13 - 21, 6 - 21 11 - 21, 13 - 29                                |                      |                                                             |                                                     |  |
|                         | Estadísticas Anisleidy Martínez 12 Anisleidy Martínez 6 Ineidis Casanova 2 | Reporte Pts Reb Asts | Estadísticas 14 Kia Augustine 7 Miranda Ayim 4 Nirra Fields | Pabellón: Saville Community Sports Centre, Edmonton |  |

### Grupo B
| Pos. | Equipo                         | Pts | PJ | G | P | PE  | PP  | Dif |
| ---- | ------------------------------ | --- | -- | - | - | --- | --- | --- |
| 1.   | Argentina                      | 8   | 4  | 4 | 0 | 289 | 210 | +79 |
| 2.   | Brasil                         | 7   | 4  | 3 | 1 | 303 | 247 | +56 |
| 3.   | Venezuela                      | 6   | 4  | 2 | 2 | 250 | 267 | -17 |
| 4.   | Ecuador                        | 5   | 4  | 1 | 3 | 200 | 249 | -49 |
| 5.   | Islas Vírgenes Estadounidenses | 4   | 4  | 0 | 4 | 219 | 288 | -69 |

|  | Clasificado a la siguiente fase del torneo |
|  | Clasificado al partido por el quinto lugar |

Los horarios corresponde al huso horario de Edmonton, UTC-3.
| 9 de agosto, 15:15 | Ecuador                                                         | 72–48                | Islas Vírgenes Estadounidenses                            | |  |
|                    | Parciales: 21 - 7, 14 - 6 13 - 18, 24 - 17                      |                      |                                                           | |  |
|                    | Estadísticas Maria Mora 16 Dayanna Salcedo 9 Edith Noblecilla 7 | Reporte Pts Reb Asts | Estadísticas 11 Natalie Day 11 Natalie Day 4 Lanese Bouth | Pabellón: Saville Community Sports Centre, Edmonton Árbitros: Karen Lasuik Mathew Kallio Sebastian Negron |  |

| 9 de agosto, 20:45 | Brasil                                            | 86–71                | Venezuela                                              | |  |
|                    | Parciales: 24 - 18, 19 - 22 17 - 13, 26 - 18      |                      |                                                        | |  |
|                    | Estadísticas I. Ramona 16 N. Gomes 14 T. Mayara 4 | Reporte Pts Reb Asts | Estadísticas 17 Y. Corrales 6 Y. Corrales 3 I. MArquez | Pabellón: Saville Community Sports Centre, Edmonton Árbitros: Antonio Vega Maripier Malo Richard Sterling |  |

| 10 de agosto, 13:00 | Ecuador                                                 | 35–70                | Argentina                                            | |  |
|                     | Parciales: 5 - 16, 6 - 17 10 - 18, 14 - 19              |                      |                                                      | |  |
|                     | Estadísticas D. Salcedo 8 J. Preciado 5 E. Noblecilla 2 | Reporte Pts Reb Asts | Estadísticas 14 A. Burani 8 D. Cabrera 5 D. González | Pabellón: Saville Community Sports Centre, Edmonton Árbitros: Robinson Aracena Antonio Vega Maripier Malo |  |

| 10 de agosto, 15:15 | Islas Vírgenes Estadounidenses                       | 62–69                | Venezuela                                           | |  |
|                     | Parciales: 17 - 10, 14 - 22 15 - 18, 16 - 19         |                      |                                                     | |  |
|                     | Estadísticas B. Matthew 20 V. Hamilton 14 L. Bouth 7 | Reporte Pts Reb Asts | Estadísticas 31 R. Silva 7 Y. Corrales 4 I. Marquez | Pabellón: Saville Community Sports Centre, Edmonton Árbitros: Karen Lasuik Lauren Holtkamp Sebastian Negron |  |

| 11 de agosto, 15:15 | Argentina                                       | 75–51                | Islas Vírgenes Estadounidenses                |                                                     |  |
|                     | Parciales: 17 - 12, 15 - 8 25 - 17, 18 - 14     |                      |                                               |                                                     |  |
|                     | Estadísticas G. Vega 15 G. Vega 7 D. González 6 | Reporte Pts Reb Asts | Estadísticas 21 N. Day 14 N. Day 3 B. Matthew | Pabellón: Saville Community Sports Centre, Edmonton |  |

| 11 de agosto, 20:45 | Brasil                                            | 76–45                | Ecuador                                              |                                                     |  |
|                     | Parciales: 17 - 14, 17 - 5 26 - 18, 16 - 8        |                      |                                                      |                                                     |  |
|                     | Estadísticas I. Castro 19 N. Gomes 22 T. Mayara 5 | Reporte Pts Reb Asts | Estadísticas 14 M. Caicedo 7 M. Caicedo 6 M. Caicedo | Pabellón: Saville Community Sports Centre, Edmonton |  |

| 12 de agosto, 18:30 | Venezuela                                      | 55–71                | Argentina                                     |                                                     |  |
|                     | Parciales: 9 - 22, 17 - 11 18 - 26, 11 - 12    |                      |                                               |                                                     |  |
|                     | Estadísticas R. Silva 13 R. Silva 4 R. Silva 3 | Reporte Pts Reb Asts | Estadísticas 16 G. Vega 8 G. Vega 5 M. Rosset | Pabellón: Saville Community Sports Centre, Edmonton |  |

| 12 de agosto, 20:45 | Islas Vírgenes Estadounidenses               | 58–72            | Brasil                                          |                                                     |  |
|                     | Parciales: 17 - 20, 14 - 19 11 - 22, 16 - 11 |                  |                                                 |                                                     |  |
|                     | Estadísticas V. Hamilton 11 A. Frettt 4      | Reporte Pts Asts | Estadísticas 15 N. Gómez 9 N. Gómez 6 T. Mayara | Pabellón: Saville Community Sports Centre, Edmonton |  |

| 13 de agosto, 13:00 | Venezuela                                                          | 55–48                | Ecuador                                                              |                                                     |  |
|                     | Parciales: 15 - 11, 13 - 10 12 - 13, 15 - 14                       |                      |                                                                      |                                                     |  |
|                     | Estadísticas Ivaney Marquez 15 Yosimar Corrales 11 Roselis Silva 3 | Reporte Pts Reb Asts | Estadísticas 14 Anabel Barahona 6 Anabel Barahona 4 Edith Noblecilla | Pabellón: Saville Community Sports Centre, Edmonton |  |

| 13 de agosto, 20:45 | Argentina                                                         | 73–69                | Brasil                                                     |                                                     |  |
|                     | Parciales: 21 - 12, 17 - 12 17 - 25, 18 - 20                      |                      |                                                            |                                                     |  |
|                     | Estadísticas Andrea Boquete 12 Ornella Boquete 7 Melisa Gretter 4 | Reporte Pts Reb Asts | Estadísticas 25 Iziane Castro 9 Nadia Gomes 4 Tainá Mayara | Pabellón: Saville Community Sports Centre, Edmonton |  |

## Segunda fase
|  | Semifinales  | Semifinales  |    |        | Final        | Final        |  |
|  | 15 de agosto | 15 de agosto |    |        | 16 de agosto | 16 de agosto |  |
|  |              |              |    |        |              |              |  |
|  |              |              |    |        |              |              |  |
|  | Canadá       | 83           |    |        |              |              |  |
|  | Brasil       | 66           |    |        |              |              |  |
|  |              |              |    |        |              |              |  |
|  |              |              |    |        |              |              |  |
|  |              |              |    |        | Canadá       | 82           |  |
|  |              | Cuba         | 66 |        |              |              |  |
|  |              |              |    |        |              |              |  |
|  |              |              |    |        |              |              |  |
|  |              |              |    |        | Tercer lugar |              |  |
|  |              |              |    |        |              |              |  |
|  | Argentina    | 79           |    | Brasil | 59           |              |  |
|  | Cuba         | 89           |    |        | Argentina    | 66           |  |

### Semifinales
| 15 de agosto, 15:30 (UTC-6) | Canadá                                                                            | 83–66                | Brasil                                                      |                                                     |  |
|                             | Parciales: 27 - 22, 18 - 17 25 - 16, 13 - 11                                      |                      |                                                             |                                                     |  |
|                             | Estadísticas Nayo Raincock-Ekunwe 18 Nayo Raincock-Ekunwe 5 Miah-Marie Langlois 7 | Reporte Pts Reb Asts | Estadísticas 15 Iziane Castro 8 Nadia Gomes 3 Iziane Castro | Pabellón: Saville Community Sports Centre, Edmonton |  |

| 15 de agosto, 18:00 (UTC-6) | Argentina                                                         | 79–89                | Cuba                                                              |                                                     |  |
|                             | Parciales: 21 - 25, 12 - 20 27 - 13, 13 - 15 (T.E.: 6 - 16)       |                      |                                                                   |                                                     |  |
|                             | Estadísticas Ornella Santana 18 Melisa Gretter 9 Melisa Gretter 9 | Reporte Pts Reb Asts | Estadísticas 29 Clenia Noblet 14 Clenia Noblet 9 Ineidis Casanova | Pabellón: Saville Community Sports Centre, Edmonton |  |

### Partido de clasificación 5-6
| 15 de agosto, 13:15 (UTC-6) | Puerto Rico                                                                           | 56–65                | Venezuela                                                         |                                                     |  |
|                             | Parciales: 24 - 9, 10 - 20, 6 - 18, 16 - 18                                           |                      |                                                                   |                                                     |  |
|                             | Estadísticas Yashira Delgado y Marie Placido 11 Angelica Bermúdez 7 Yashira Delgado 7 | Reporte Pts Reb Asts | Estadísticas 18 Daniela Wallen 11 Daniela Wallen 7 Ivaney Marquez | Pabellón: Saville Community Sports Centre, Edmonton |  |

### Tercer puesto
| 16 de agosto, 15:30 (UTC-6) | Brasil                                                         | 59–66                | Argentina                                                        |                                                     |  |
|                             | Parciales: 13 - 18, 11 - 12 17 - 19, 18 - 17                   |                      |                                                                  |                                                     |  |
|                             | Estadísticas Gilmara Justino 19 Iziane Castro 6 Tainá Mayara 2 | Reporte Pts Reb Asts | Estadísticas 13 Celia Fiorotto 5 Celia Fiorotto 4 Melisa Gretter | Pabellón: Saville Community Sports Centre, Edmonton |  |

### Final
| 16 de agosto, 18:00 (UTC-6) | Canadá                                                             | 82–66                | Cuba                                                               | |  |
|                             | Parciales: 19 - 22, 25 - 13 21 - 19, 17 - 12                       |                      |                                                                    | |  |
|                             | Estadísticas Kia Nurse 20 Michelle Plouffe 8 Miah-Marie Langlois 8 | Reporte Pts Reb Asts | Estadísticas 25 Leidys Oquendo 10 Clenia Noblet 9 Ineidis Casanova | Pabellón: Saville Community Sports Centre, Edmonton Árbitros: Lauren Holtkamp Antonio Vega Andreia Silva |  |

|                           |
| Bandera de Canadá         |
| Campeón Canadá 2.º título |

## Posiciones finales
| Pos.              | Equipo                         | PJ | PG | PP |
| ----------------- | ------------------------------ | -- | -- | -- |
| Medalla de oro    | Canadá                         | 6  | 6  | 0  |
| Medalla de plata  | Cuba                           | 6  | 4  | 2  |
| Medalla de bronce | Argentina                      | 6  | 5  | 1  |
| 4                 | Brasil                         | 6  | 3  | 3  |
| 5                 | Venezuela                      | 5  | 3  | 2  |
| 6                 | Puerto Rico                    | 5  | 2  | 3  |
| 7                 | Chile                          | 4  | 1  | 3  |
| 8                 | Ecuador                        | 4  | 1  | 3  |
| 9                 | Islas Vírgenes Estadounidenses | 4  | 0  | 4  |
| 10                | República Dominicana           | 4  | 0  | 4  |

|  |                                                         |
|  | Clasificado a los Juegos Olímpicos 2016.                |
|  | Clasificado al Preolímpico FIBA de 2016.                |
|  | Clasificado al Preolímpico FIBA de 2016.                |
|  | Clasificados al Preolímpico FIBA de 2016.               |
|  | Clasificado a los Juegos Olímpicos 2016 como anfitrión. |

## Clasificadas aJuegos Olímpicos de Río de Janeiro 2016
| Canadá |

## Clasificadas aTorneo Preolímpico Femenino FIBA 2016
| Argentina | Cuba | Venezuela |